# Shawn Mendes/Diskografie
Diese Diskografie ist eine Übersicht über die musikalischen Werke des kanadischen Sängers und Songwriters Shawn Mendes. Den Quellenangaben und Schallplattenauszeichnungen zufolge hat er bisher mehr als 123,3 Millionen Tonträger verkauft, davon alleine in seiner Heimat über acht Millionen. Seine erfolgreichste Veröffentlichung ist die Single Señorita mit über 23,2 Millionen verkauften Einheiten.

## Alben

### Studioalben
| Jahr | Titel Musiklabel                  | Höchstplatzierung, Gesamtwochen, AuszeichnungChartplatzierungen (Jahr, Titel, Musiklabel, Platzierungen, Wochen, Auszeichnungen, Anmerkungen) | Höchstplatzierung, Gesamtwochen, AuszeichnungChartplatzierungen (Jahr, Titel, Musiklabel, Platzierungen, Wochen, Auszeichnungen, Anmerkungen) | Höchstplatzierung, Gesamtwochen, AuszeichnungChartplatzierungen (Jahr, Titel, Musiklabel, Platzierungen, Wochen, Auszeichnungen, Anmerkungen) | Höchstplatzierung, Gesamtwochen, AuszeichnungChartplatzierungen (Jahr, Titel, Musiklabel, Platzierungen, Wochen, Auszeichnungen, Anmerkungen) | Höchstplatzierung, Gesamtwochen, AuszeichnungChartplatzierungen (Jahr, Titel, Musiklabel, Platzierungen, Wochen, Auszeichnungen, Anmerkungen) | Höchstplatzierung, Gesamtwochen, AuszeichnungChartplatzierungen (Jahr, Titel, Musiklabel, Platzierungen, Wochen, Auszeichnungen, Anmerkungen) | Anmerkungen                                                    |
| Jahr | Titel Musiklabel                  | DE | AT | CH | UK | US | CA | Anmerkungen                                                    |
| ---- | --------------------------------- | --- | --- | --- | --- | --- | --- | -------------------------------------------------------------- |
| 2015 | Handwritten Island Records (UMG)  | DE43 Gold · (10 Wo.)DE | AT37 Platin · (6 Wo.)AT | CH26 Platin · (1 Wo.)CH | UK12 Platin · (43 Wo.)UK | US1 ×2Doppelplatin · (124 Wo.)US | CA1 ×5Fünffachplatin · (… Wo.)CA | Erstveröffentlichung: 10. April 2015 Verkäufe: + 3.275.000     |
| 2016 | Illuminate Island Records (UMG)   | DE2 Gold · (… Wo.)DE | AT1 Platin · (18 Wo.)AT | CH2 ×2Doppelplatin · (35 Wo.)CH | UK3 Platin · (67 Wo.)UK | US1 ×2Doppelplatin · (141 Wo.)US | CA1 ×6Sechsfachplatin · (… Wo.)CA | Erstveröffentlichung: 23. September 2016 Verkäufe: + 3.867.500 |
| 2018 | Shawn Mendes Island Records (UMG) | DE3 (19 Wo.)DE | AT1 Platin · (39 Wo.)AT | CH1 Platin · (32 Wo.)CH | UK3 Platin · (44 Wo.)UK | US1 Platin · (127 Wo.)US | CA1 ×6Sechsfachplatin · (… Wo.)CA | Erstveröffentlichung: 25. Mai 2018 Verkäufe: + 2.840.000       |
| 2020 | Wonder Island Records (UMG)       | DE8 (5 Wo.)DE | AT8 (5 Wo.)AT | CH6 (6 Wo.)CH | UK12 (4 Wo.)UK | US1 (14 Wo.)US | CA1 Platin · (… Wo.)CA | Erstveröffentlichung: 4. Dezember 2020 Verkäufe: + 187.500     |
| 2024 | Shawn Island Records (UMG)        | DE5 (1 Wo.)DE | AT3 (2 Wo.)AT | CH4 (2 Wo.)CH | UK22 (1 Wo.)UK | US26 (1 Wo.)US | — | Erstveröffentlichung: 15. November 2024                        |

### Livealben
| Jahr | Titel Musiklabel                                   | Höchstplatzierung, Gesamtwochen, AuszeichnungChartplatzierungen (Jahr, Titel, Musiklabel, Platzierungen, Wochen, Auszeichnungen, Anmerkungen) | Höchstplatzierung, Gesamtwochen, AuszeichnungChartplatzierungen (Jahr, Titel, Musiklabel, Platzierungen, Wochen, Auszeichnungen, Anmerkungen) | Höchstplatzierung, Gesamtwochen, AuszeichnungChartplatzierungen (Jahr, Titel, Musiklabel, Platzierungen, Wochen, Auszeichnungen, Anmerkungen) | Höchstplatzierung, Gesamtwochen, AuszeichnungChartplatzierungen (Jahr, Titel, Musiklabel, Platzierungen, Wochen, Auszeichnungen, Anmerkungen) | Höchstplatzierung, Gesamtwochen, AuszeichnungChartplatzierungen (Jahr, Titel, Musiklabel, Platzierungen, Wochen, Auszeichnungen, Anmerkungen) | Höchstplatzierung, Gesamtwochen, AuszeichnungChartplatzierungen (Jahr, Titel, Musiklabel, Platzierungen, Wochen, Auszeichnungen, Anmerkungen) | Anmerkungen                                               |
| Jahr | Titel Musiklabel                                   | DE | AT | CH | UK | US | CA | Anmerkungen                                               |
| ---- | -------------------------------------------------- | --- | --- | --- | --- | --- | --- | --------------------------------------------------------- |
| 2016 | Live at Madison Square Garden Island Records (UMG) | — | — | — | — | US200 (1 Wo.)US | — | Erstveröffentlichung: 23. Dezember 2016 Verkäufe: + 8.000 |
| 2017 | MTV Unplugged: Shawn Mendes Island Records (UMG)   | DE59 (1 Wo.)DE | AT40 (1 Wo.)AT | CH38 (1 Wo.)CH | — | US71 (1 Wo.)US | — | Erstveröffentlichung: 3. November 2017 Verkäufe: + 8.000  |

### EPs
| Jahr | Titel Musiklabel                                       | Höchstplatzierung, Gesamtwochen, AuszeichnungChartplatzierungen (Jahr, Titel, Musiklabel, Platzierungen, Wochen, Auszeichnungen, Anmerkungen) | Höchstplatzierung, Gesamtwochen, AuszeichnungChartplatzierungen (Jahr, Titel, Musiklabel, Platzierungen, Wochen, Auszeichnungen, Anmerkungen) | Höchstplatzierung, Gesamtwochen, AuszeichnungChartplatzierungen (Jahr, Titel, Musiklabel, Platzierungen, Wochen, Auszeichnungen, Anmerkungen) | Höchstplatzierung, Gesamtwochen, AuszeichnungChartplatzierungen (Jahr, Titel, Musiklabel, Platzierungen, Wochen, Auszeichnungen, Anmerkungen) | Höchstplatzierung, Gesamtwochen, AuszeichnungChartplatzierungen (Jahr, Titel, Musiklabel, Platzierungen, Wochen, Auszeichnungen, Anmerkungen) | Höchstplatzierung, Gesamtwochen, AuszeichnungChartplatzierungen (Jahr, Titel, Musiklabel, Platzierungen, Wochen, Auszeichnungen, Anmerkungen) | Anmerkungen                                                                            |
| Jahr | Titel Musiklabel                                       | DE | AT | CH | UK | US | CA | Anmerkungen                                                                            |
| ---- | ------------------------------------------------------ | --- | --- | --- | --- | --- | --- | -------------------------------------------------------------------------------------- |
| 2014 | The Shawn Mendes EP Island Records (UMG)               | — | — | — | — | US5 (8 Wo.)US | CA5 (… Wo.)CA | Erstveröffentlichung: 28. Juli 2014 Verkäufe: + 105.000                                |
| 2018 | Shawn Mendes: The Album (Remixes) Island Records (UMG) | DE*DE | AT*AT | CH*CH | UK*UK | US*US | CA*CA | Erstveröffentlichung: 21. Dezember 2018 * Verkäufe werden dem Studioalbum hinzuaddiert |
| 2024 | Shawn Island Records (UMG)                             | — | — | — | — | — | — | Erstveröffentlichung: 8. August 2024 2-Track-EP                                        |

## Singles

### Als Leadmusiker
| Jahr | Titel Album                                                     | Höchstplatzierung, Gesamtwochen, AuszeichnungChartplatzierungen (Jahr, Titel, Album, Platzierungen, Wochen, Auszeichnungen, Anmerkungen) | Höchstplatzierung, Gesamtwochen, AuszeichnungChartplatzierungen (Jahr, Titel, Album, Platzierungen, Wochen, Auszeichnungen, Anmerkungen) | Höchstplatzierung, Gesamtwochen, AuszeichnungChartplatzierungen (Jahr, Titel, Album, Platzierungen, Wochen, Auszeichnungen, Anmerkungen) | Höchstplatzierung, Gesamtwochen, AuszeichnungChartplatzierungen (Jahr, Titel, Album, Platzierungen, Wochen, Auszeichnungen, Anmerkungen) | Höchstplatzierung, Gesamtwochen, AuszeichnungChartplatzierungen (Jahr, Titel, Album, Platzierungen, Wochen, Auszeichnungen, Anmerkungen) | Höchstplatzierung, Gesamtwochen, AuszeichnungChartplatzierungen (Jahr, Titel, Album, Platzierungen, Wochen, Auszeichnungen, Anmerkungen) | Anmerkungen                                                                         |
| Jahr | Titel Album                                                     | DE | AT | CH | UK | US | CA | Anmerkungen                                                                         |
| --- | --------------------------------------------------------------- | --- | --- | --- | --- | --- | --- | ----------------------------------------------------------------------------------- |
| 2014 | Life of the Party Handwritten                                   | — | — | — | UK99 Silber · (1 Wo.)UK | US24 ×2Doppelplatin · (2 Wo.)US | CA10 ×4Vierfachplatin · (30 Wo.)CA | Erstveröffentlichung: 26. Juni 2014 Verkäufe: + 2.874.000                           |
| 2014 | Something Big Handwritten                                       | — | — | — | UK— SilberUK | US80 Platin · (3 Wo.)US | CA9 ×3Dreifachplatin · (21 Wo.)CA | Erstveröffentlichung: 7. November 2014 Verkäufe: + 1.555.000                        |
| 2015 | Stitches Handwritten                                            | DE2 ×3Dreifachgold · (45 Wo.)DE | AT5 ×2Doppelplatin · (35 Wo.)AT | CH6 (40 Wo.)CH | UK1 ×4Vierfachplatin · (67 Wo.)UK | US4 ×8Achtfachplatin · (52 Wo.)US | CA12 ×7Siebenfachplatin · (38 Wo.)CA | Erstveröffentlichung: 5. Mai 2015 Verkäufe: + 15.700.000                            |
| 2015 | I Know What You Did Last Summer Handwritten Revisited           | DE90 (4 Wo.)DE | — | CH51 (14 Wo.)CH | UK42 Platin · (16 Wo.)UK | US20 ×3Dreifachplatin · (20 Wo.)US | CA6 ×3Dreifachplatin · (14 Wo.)CA | Erstveröffentlichung: 18. November 2015 Verkäufe: + 4.545.000; feat. Camila Cabello |
| 2016 | Treat You Better Illuminate                                     | DE4 ×3Dreifachgold · (36 Wo.)DE | AT4 ×2Doppelplatin · (33 Wo.)AT | CH12 (39 Wo.)CH | UK6 ×3Dreifachplatin · (38 Wo.)UK | US6 ×7Siebenfachplatin · (39 Wo.)US | CA6 ×7Siebenfachplatin · (30 Wo.)CA | Erstveröffentlichung: 3. Juni 2016 Verkäufe: + 14.233.333                           |
| 2016 | Mercy Illuminate                                                | DE16 Platin · (27 Wo.)DE | AT8 ×2Doppelplatin · (23 Wo.)AT | CH4 (27 Wo.)CH | UK15 ×2Doppelplatin · (28 Wo.)UK | US15 ×5Fünffachplatin · (32 Wo.)US | CA18 ×7Siebenfachplatin · (24 Wo.)CA | Erstveröffentlichung: 19. August 2016 Verkäufe: + 9.493.333                         |
| 2017 | There’s Nothing Holdin’ Me Back Illuminate (New Deluxe Edition) | DE5 ×3Dreifachgold · (34 Wo.)DE | AT3 ×2Doppelplatin · (29 Wo.)AT | CH8 (42 Wo.)CH | UK4 ×4Vierfachplatin · (32 Wo.)UK | US6 ×6Sechsfachplatin · (34 Wo.)US | CA3 ×7Siebenfachplatin · (35 Wo.)CA | Erstveröffentlichung: 17. April 2017 Verkäufe: + 13.483.333                         |
| 2018 | In My Blood Shawn Mendes                                        | DE8 Gold · (19 Wo.)DE | AT5 Platin · (18 Wo.)AT | CH5 (26 Wo.)CH | UK10 Platin · (15 Wo.)UK | US11 ×2Doppelplatin · (23 Wo.)US | CA1 ×6Sechsfachplatin · (33 Wo.)CA | Erstveröffentlichung: 22. März 2018 Verkäufe: + 4.982.000                           |
| 2018 | Lost in Japan Shawn Mendes                                      | DE69 (1 Wo.)DE | AT26 Gold · (1 Wo.)AT | CH23 (2 Wo.)CH | UK30 Platin · (11 Wo.)UK | US48 ×2Doppelplatin · (16 Wo.)US | CA5 ×4Vierfachplatin · (15 Wo.)CA | Erstveröffentlichung: 23. März 2018 Verkäufe: + 3.805.000                           |
| 2018 | Youth Shawn Mendes                                              | DE43 (6 Wo.)DE | AT18 (6 Wo.)AT | CH19 (7 Wo.)CH | UK35 Silber · (7 Wo.)UK | US65 Platin · (2 Wo.)US | CA9 Platin · (3 Wo.)CA | Erstveröffentlichung: 3. Mai 2018 Verkäufe: + 1.705.000; feat. Khalid               |
| 2018 | Where Were You in the Morning? Shawn Mendes                     | — | AT54 (2 Wo.)AT | CH71 (1 Wo.)CH | UK91 (1 Wo.)UK | — | CA23 Gold · (1 Wo.)CA | Erstveröffentlichung: 18. Mai 2018 Verkäufe: + 115.000                              |
| 2018 | Nervous Shawn Mendes                                            | DE86 (1 Wo.)DE | AT39 (8 Wo.)AT | CH59 (3 Wo.)CH | UK54 (4 Wo.)UK | — | CA— GoldCA | Erstveröffentlichung: 23. Mai 2018 Verkäufe: + 250.000                              |
| 2019 | If I Can’t Have You Shawn Mendes (Deluxe)                       | DE14 Gold · (13 Wo.)DE | AT4 Platin · (15 Wo.)AT | CH8 (16 Wo.)CH | UK9 Platin · (17 Wo.)UK | US2 ×3Dreifachplatin · (23 Wo.)US | CA2 ×5Fünffachplatin · (21 Wo.)CA | Erstveröffentlichung: 3. Mai 2019 Verkäufe: + 5.180.000                             |
| 2019 | Señorita Shawn Mendes (Deluxe) • Romance                        | DE1 ×3Dreifachgold · (40 Wo.)DE | AT1 ×4Vierfachplatin · (40 Wo.)AT | CH1 (60 Wo.)CH | UK1 ×3Dreifachplatin · (40 Wo.)UK | US1 ×5Fünffachplatin · (37 Wo.)US | CA1 Diamant · (45 Wo.)CA | Erstveröffentlichung: 21. Juni 2019 Verkäufe: + 23.233.333; mit Camila Cabello      |
| 2020 | Wonder                                                          | DE47 (10 Wo.)DE | AT21 Platin · (14 Wo.)AT | CH19 (18 Wo.)CH | UK20 Gold · (15 Wo.)UK | US18 Platin · (11 Wo.)US | CA3 ×3Dreifachplatin · (14 Wo.)CA | Erstveröffentlichung: 2. Oktober 2020 Verkäufe: + 2.225.000                         |
| 2020 | Monster Wonder                                                  | DE6 (11 Wo.)DE | AT2 Gold · (9 Wo.)AT | CH2 (15 Wo.)CH | UK9 Silber · (12 Wo.)UK | US8 Platin · (14 Wo.)US | CA1 ×3Dreifachplatin · (17 Wo.)CA | Erstveröffentlichung: 17. November 2020 Verkäufe: + 2.275.000; mit Justin Bieber    |
| 2021 | Kesi (Remix) –                                                  | — | — | — | — | US— Platin (Latin)US | — | Erstveröffentlichung: 14. Juli 2021 Verkäufe: + 310.000; mit Camilo                 |
| 2021 | Summer of Love –                                                | DE79 (2 Wo.)DE | AT— GoldAT | CH44 (4 Wo.)CH | UK62 (7 Wo.)UK | US48 (8 Wo.)US | CA6 (10 Wo.)CA | Erstveröffentlichung: 20. August 2021 Verkäufe: + 390.000; mit Tainy                |
| 2021 | It’ll Be Okay –                                                 | DE53 (7 Wo.)DE | AT35 Gold · (6 Wo.)AT | CH8 Platin · (37 Wo.)CH | UK57 Silber · (7 Wo.)UK | — | CA6 (9 Wo.)CA | Erstveröffentlichung: 1. Dezember 2021 Verkäufe: + 580.000                          |
| 2022 | When You’re Gone –                                              | DE37 (26 Wo.)DE | AT24 Platin · (25 Wo.)AT | CH16 Platin · (8 Wo.)CH | UK32 Silber · (7 Wo.)UK | US38 (15 Wo.)US | CA5 (21 Wo.)CA | Erstveröffentlichung: 31. März 2022 Verkäufe: + 505.000                             |
| 2022 | Heartbeat Lyle, Lyle, Crocodile (O.S.T.)                        | — | — | — | — | — | — | Erstveröffentlichung: 30. September 2022                                            |
| 2023 | What the Hell Are We Dying For? –                               | — | — | — | — | — | CA29 (1 Wo.)CA | Erstveröffentlichung: 9. Juni 2023                                                  |
| 2024 | Why Why Why Shawn (EP) • Shawn                                  | DE76 (5 Wo.)DE | — | CH51 (2 Wo.)CH | UK59 (4 Wo.)UK | US84 (1 Wo.)US | CA13 (1 Wo.)CA | Erstveröffentlichung: 8. August 2024 Verkäufe: + 40.000                             |
| 2024 | Nobody Knows Shawn                                              | — | — | — | — | — | — | Erstveröffentlichung: 12. September 2024                                            |
| 2024 | Heart of Gold Shawn                                             | — | — | — | UK81 (1 Wo.)UK | — | — | Erstveröffentlichung: 1. November 2024 Verkäufe: + 20.000                           |
| Folgende Lieder erschienen nicht als Single, wurden aber durch das Album zum Download und Streaming bereitgestellt und konnten somit eine Platzierung erlangen: |                                                                 | | | | | | |                                                                                     |
| |                                                                 | | | | | | |                                                                                     |
| 2014 | The Weight Handwritten                                          | — | — | — | — | US— GoldUS | CA30 (1 Wo.)CA | Charteinstieg: 21. Februar 2015 Verkäufe: + 500.000                                 |
| 2020 | Teach Me How to Love Wonder                                     | — | — | — | — | — | CA33 (1 Wo.)CA | Charteinstieg: 19. Dezember 2020 Verkäufe: + 20.000                                 |

### Als Gastmusiker
| Jahr | Titel Album                                   | Höchstplatzierung, Gesamtwochen, AuszeichnungChartplatzierungen (Jahr, Titel, Album, Platzierungen, Wochen, Auszeichnungen, Anmerkungen) | Höchstplatzierung, Gesamtwochen, AuszeichnungChartplatzierungen (Jahr, Titel, Album, Platzierungen, Wochen, Auszeichnungen, Anmerkungen) | Höchstplatzierung, Gesamtwochen, AuszeichnungChartplatzierungen (Jahr, Titel, Album, Platzierungen, Wochen, Auszeichnungen, Anmerkungen) | Höchstplatzierung, Gesamtwochen, AuszeichnungChartplatzierungen (Jahr, Titel, Album, Platzierungen, Wochen, Auszeichnungen, Anmerkungen) | Höchstplatzierung, Gesamtwochen, AuszeichnungChartplatzierungen (Jahr, Titel, Album, Platzierungen, Wochen, Auszeichnungen, Anmerkungen) | Höchstplatzierung, Gesamtwochen, AuszeichnungChartplatzierungen (Jahr, Titel, Album, Platzierungen, Wochen, Auszeichnungen, Anmerkungen) | Anmerkungen |
| Jahr | Titel Album                                   | DE | AT | CH | UK | US | CA | Anmerkungen |
| ---- | --------------------------------------------- | --- | --- | --- | --- | --- | --- | --- |
| 2014 | Oh Cecilia (Breaking My Heart) Meet the Vamps | — | — | — | UK9 Gold · (12 Wo.)UK | — | CA48 (1 Wo.)CA | Erstveröffentlichung: 12. Oktober 2014 The Vamps feat. Shawn Mendes Verkäufe: + 407.500; Original: Simon & Garfunkel – Cecilia |
| 2019 | Lover (Remix) –                               | DE*DE | AT*AT | CH*CH | UK*UK | US*US | CA*CA | Erstveröffentlichung: 13. November 2019 Taylor Swift feat. Shawn Mendes * Verkäufe werden dem Original hinzuaddiert            |
| 2021 | Kesi (Remix) –                                | — | — | — | — | — | — | Erstveröffentlichung: 14. Juli 2021 Verkäufe: + 20.000; Camilo feat. Shawn Mendes                                              |

## Musikvideos
| Jahr | Titel                           | Regie                                                |
| ---- | ------------------------------- | ---------------------------------------------------- |
| 2014 | Oh Cecilia (Breaking My Heart)  | Frank Borin                                          |
| 2014 | Something Big                   | Jon Jon Augustavo                                    |
| 2015 | A Little Too Much               | Blayre Ellestad                                      |
| 2015 | Never Be Alone                  | Jon Jon Augustavo                                    |
| 2015 | Life of the Party               | Jon Jon Augustavo                                    |
| 2015 | Aftertaste                      | Jon Jon Augustavo                                    |
| 2015 | Stitches                        | Jon Jon Augustavo (Version 1) Jay Martin (Version 2) |
| 2015 | Believe                         | Justin Francis                                       |
| 2015 | I Know What You Did Last Summer | Ryan Pallotta                                        |
| 2016 | Add It Up                       |                                                      |
| 2016 | Treat You Better                | Ryan Pallotta                                        |
| 2016 | Ruin                            | Ryan Pallotta                                        |
| 2016 | Mercy                           | Jay Martin                                           |
| 2017 | There’s Nothing Holdin’ Me Back | Jay Martin                                           |
| 2018 | In My Blood                     | Jay Martin                                           |
| 2018 | Nervous                         | Eli Russell Linnetz                                  |
| 2018 | Lost in Japan                   | Jay Martin                                           |
| 2018 | Youth                           | Anthony Mandler                                      |
| 2019 | If I Can’t Have You             | Bardia Zeinali                                       |
| 2019 | Señorita                        | Dave Meyers                                          |
| 2020 | Wonder                          | Matty Peacock                                        |
| 2020 | Monster                         | Colin Tilley                                         |
| 2020 | The Christmas Song              | Camila Cabello, Shawn Mendes                         |
| 2021 | Summer of Love                  | Matty Peacock                                        |
| 2021 | It’ll Be Okay                   | Jay Martin                                           |
| 2022 | When You’re Gone                | Jay Martin                                           |
| 2024 | Why Why Why                     | Connor Brashier, Anthony Wilson                      |
| 2024 | Nobody Knows                    | Connor Brashier                                      |
| 2024 | Heart of Gold                   | Connor Brashier, Anthony Wilson                      |

## Autorenbeteiligungen
Liste der Autorenbeteiligungen von Shawn Mendes
| Jahr | Titel Interpretation                  | Anmerkungen                                      |
| ---- | ------------------------------------- | ------------------------------------------------ |
| 2018 | Chances Backstreet Boys               | Erstveröffentlichung: 9. November 2018 (Single)  |
| 2019 | Someone I Used To Know Zac Brown Band | Erstveröffentlichung: 20. September 2019 (Album) |

Shawn Mendes als Autor in den Charts

| Jahr | Titel Interpretation    | Höchstplatzierung, Gesamtwochen, AuszeichnungChartplatzierungen (Jahr, Titel, Interpretation, Platzierungen, Wochen, Auszeichnungen, Anmerkungen) | Höchstplatzierung, Gesamtwochen, AuszeichnungChartplatzierungen (Jahr, Titel, Interpretation, Platzierungen, Wochen, Auszeichnungen, Anmerkungen) | Höchstplatzierung, Gesamtwochen, AuszeichnungChartplatzierungen (Jahr, Titel, Interpretation, Platzierungen, Wochen, Auszeichnungen, Anmerkungen) | Höchstplatzierung, Gesamtwochen, AuszeichnungChartplatzierungen (Jahr, Titel, Interpretation, Platzierungen, Wochen, Auszeichnungen, Anmerkungen) | Höchstplatzierung, Gesamtwochen, AuszeichnungChartplatzierungen (Jahr, Titel, Interpretation, Platzierungen, Wochen, Auszeichnungen, Anmerkungen) | Höchstplatzierung, Gesamtwochen, AuszeichnungChartplatzierungen (Jahr, Titel, Interpretation, Platzierungen, Wochen, Auszeichnungen, Anmerkungen) | Anmerkungen                            |
| Jahr | Titel Interpretation    | DE | AT | CH | UK | US | CA | Anmerkungen                            |
| ---- | ----------------------- | --- | --- | --- | --- | --- | --- | -------------------------------------- |
| 2018 | Chances Backstreet Boys | DE63 (1 Wo.)DE | — | CH82 (1 Wo.)CH | — | — | CA4 (2 Wo.)CA | Erstveröffentlichung: 9. November 2018 |

## Promoveröffentlichungen
Promo-Singles

| Jahr | Titel Album                                | Höchstplatzierung, Gesamtwochen, AuszeichnungChartplatzierungen (Jahr, Titel, Album, Platzierungen, Wochen, Auszeichnungen, Anmerkungen) | Höchstplatzierung, Gesamtwochen, AuszeichnungChartplatzierungen (Jahr, Titel, Album, Platzierungen, Wochen, Auszeichnungen, Anmerkungen) | Höchstplatzierung, Gesamtwochen, AuszeichnungChartplatzierungen (Jahr, Titel, Album, Platzierungen, Wochen, Auszeichnungen, Anmerkungen) | Höchstplatzierung, Gesamtwochen, AuszeichnungChartplatzierungen (Jahr, Titel, Album, Platzierungen, Wochen, Auszeichnungen, Anmerkungen) | Höchstplatzierung, Gesamtwochen, AuszeichnungChartplatzierungen (Jahr, Titel, Album, Platzierungen, Wochen, Auszeichnungen, Anmerkungen) | Höchstplatzierung, Gesamtwochen, AuszeichnungChartplatzierungen (Jahr, Titel, Album, Platzierungen, Wochen, Auszeichnungen, Anmerkungen) | Anmerkungen                                                                             |
| Jahr | Titel Album                                | DE | AT | CH | UK | US | CA | Anmerkungen                                                                             |
| ---- | ------------------------------------------ | --- | --- | --- | --- | --- | --- | --------------------------------------------------------------------------------------- |
| 2015 | A Little Too Much Handwritten              | — | — | — | UK— SilberUK | US94 Gold · (1 Wo.)US | CA38 (1 Wo.)CA | Erstveröffentlichung: 2. Februar 2015 Verkäufe: + 810.000                               |
| 2015 | Never Be Alone Handwritten                 | — | — | — | UK— SilberUK | US— GoldUS | CA12 (1 Wo.)CA | Erstveröffentlichung: 16. Februar 2015 Verkäufe: + 1.000.000                            |
| 2015 | Kid in Love Handwritten                    | — | — | — | — | — | CA26 (1 Wo.)CA | Erstveröffentlichung: 6. April 2015                                                     |
| 2015 | Believe Descendants                        | — | — | — | — | — | — | Erstveröffentlichung: 26. Juni 2015                                                     |
| 2016 | Ruin Illuminate                            | — | — | — | — | US— GoldUS | CA11 (1 Wo.)CA | Erstveröffentlichung: 8. Juli 2016 Verkäufe: + 565.000                                  |
| 2016 | Three Empty Words Illuminate               | — | — | — | — | — | — | Erstveröffentlichung: 28. Juli 2016                                                     |
| 2016 | Don’t Be a Fool Illuminate                 | — | AT68 (1 Wo.)AT | — | — | — | CA34 (1 Wo.)CA | Erstveröffentlichung: 16. September 2016 Verkäufe: + 30.000                             |
| 2018 | Under Pressure –                           | — | — | — | — | — | — | Erstveröffentlichung: 11. Oktober 2018 feat. Teddy<3; Original: Queen & David Bowie     |
| 2019 | Fallin’ All in You Shawn Mendes            | — | — | — | — | — | CA— GoldCA | Erstveröffentlichung: 7. November 2019 Verkäufe: + 235.000                              |
| 2020 | Intro Wonder                               | — | — | — | — | — | — | Erstveröffentlichung: 30. September 2020                                                |
| 2020 | The Christmas Song Wonder (Holiday Deluxe) | DE64 (6 Wo.)DE | AT65 (2 Wo.)AT | — | — | — | CA27 (1 Wo.)CA | Erstveröffentlichung: 1. Dezember 2020 mit Camila Cabello; Original: The King Cole Trio |

## Sonderveröffentlichungen

### Alben
| Jahr | Titel Musiklabel                     | Anmerkungen                                                       |
| ---- | ------------------------------------ | ----------------------------------------------------------------- |
| 2018 | Spotify Singles Island Records (UMG) | Erstveröffentlichung: 14. November 2018 Vertrieb nur über Spotify |

### Lieder
| Jahr | Titel Album                                   | Anmerkungen                                                                                              |
| ---- | --------------------------------------------- | --- |
| 2014 | Oh Cecilia (Breaking My Heart) Meet the Vamps | Erstveröffentlichung: 11. April 2014 The Vamps feat. Shawn Mendes; Original: Simon & Garfunkel – Cecilia |
| 2019 | Ballin Flossin The Big Day                    | Erstveröffentlichung: 26. Juli 2019 Chance the Rapper feat. Shawn Mendes                                 |

| Jahr | Titel Soundtrack                | Anmerkungen                           |
| ---- | ------------------------------- | ------------------------------------- |
| 2022 | Heartbeat Lyle, Lyle, Crocodile | Erstveröffentlichung: 7. Oktober 2022 |

## Statistik

### Chartauswertung
Die folgende Aufstellung beinhaltet eine Übersicht über die Charterfolge von Mendes in den Album- und Singlecharts. Zu berücksichtigen ist, dass sich unter den Singles lediglich Interpretationen von Mendes und keine Autorenbeteiligungen befinden.
|                     | DE    | AT    | CH    | UK    | US    | CA    |
| ------------------- | ----- | ----- | ----- | ----- | ----- | ----- |
| Nummer-eins-Alben   | DE—DE | AT2AT | CH1CH | UK—UK | US4US | CA4CA |
| Top-10-Alben        | DE4DE | AT4AT | CH4CH | UK2UK | US5US | CA4CA |
| Alben in den Charts | DE6DE | AT6AT | CH6CH | UK5UK | US8US | CA5CA |

|                       | DE     | AT     | CH     | UK     | US     | CA     |
| --------------------- | ------ | ------ | ------ | ------ | ------ | ------ |
| Nummer-eins-Singles   | DE1DE  | AT1AT  | CH1CH  | UK2UK  | US1US  | CA2CA  |
| Top-10-Singles        | DE6DE  | AT9AT  | CH8CH  | UK8UK  | US6US  | CA15CA |
| Singles in den Charts | DE18DE | AT18AT | CH18CH | UK21UK | US18US | CA29CA |

### Auszeichnungen für Musikverkäufe
Die Lieder Aftertaste, Air, Bad Reputation, Imagination, Particular Taste, Perfectly Wrong, Queen, Roses, Show You, Use Somebody und When You’re Ready wurden weder als Single veröffentlicht, noch konnten sie aufgrund hoher Downloads die Charts erreichen. Dennoch wurden die Lieder mit Gold bzw. mit Platin ausgezeichnet.
| Land/RegionAuszeichnungen für Musikverkäufe (Land/Region, Auszeichnungen, Verkäufe, Quellen) | Silber     | Gold         | Platin         | Diamant       | Verkäufe   | Quellen                     |
| -------------------------------------------------------------------------------------------- | ---------- | ------------ | -------------- | ------------- | ---------- | --------------------------- |
| Australien (ARIA)                                                                            | —          | 9× Gold9     | 83× Platin83   | —             | 6.125.000  | aria.com.au                 |
| Belgien (BRMA)                                                                               | —          | 5× Gold5     | 11× Platin11   | —             | 445.000    | ultratop.be                 |
| Brasilien (PMB)                                                                              | —          | 14× Gold14   | 29× Platin29   | 29× Diamant29 | 7.430.000  | pro-musicabr.org.br         |
| Chile (IFPI)                                                                                 | —          | 2× Gold2     | —              | —             | 95.000     | profovi.cl                  |
| Dänemark (IFPI)                                                                              | —          | 8× Gold8     | 37× Platin37   | —             | 2.830.000  | ifpi.dk                     |
| Deutschland (BVMI)                                                                           | —          | 8× Gold8     | 5× Platin5     | —             | 4.600.000  | musikindustrie.de           |
| Finnland (IFPI)                                                                              | —          | Gold1        | 2× Platin2     | —             | 60.000     | Einzelnachweise             |
| Frankreich (SNEP)                                                                            | —          | 3× Gold3     | 3× Platin3     | 4× Diamant4   | 2.033.332  | infodisc.fr snepmusique.com |
| Indien (IMI)                                                                                 | —          | —            | 71× Platin71   | —             | 8.520.000  | Einzelnachweise             |
| Italien (FIMI)                                                                               | —          | 7× Gold7     | 23× Platin23   | —             | 1.450.000  | fimi.it                     |
| Japan (RIAJ)                                                                                 | —          | Gold1        | 2× Platin2     | —             | —          | riaj.or.jp                  |
| Kanada (MC)                                                                                  | —          | 7× Gold7     | 57× Platin57   | 4× Diamant4   | 8.000.000  | musiccanada.com             |
| Kolumbien (ASINCOL)                                                                          | —          | Gold1        | 6× Platin6     | —             | 65.000     | Einzelnachweise             |
| Malaysia (RIM)                                                                               | —          | —            | 4× Platin4     | —             | 800.000    | Einzelnachweise             |
| Mexiko (AMPROFON)                                                                            | —          | 9× Gold9     | 17× Platin17   | Diamant1      | 1.590.000  | amprofon.com.mx             |
| Neuseeland (RMNZ)                                                                            | —          | 3× Gold3     | 46× Platin46   | —             | 1.275.000  | radioscope.co.nz NZ2        |
| Niederlande (NVPI)                                                                           | —          | —            | Platin1        | —             | 40.000     | nvpi.nl                     |
| Norwegen (IFPI)                                                                              | —          | 3× Gold3     | 21× Platin21   | —             | 945.000    | ifpi.no                     |
| Österreich (IFPI)                                                                            | —          | 4× Gold4     | 19× Platin19   | —             | 585.000    | ifpi.at                     |
| Philippinen (PARI)                                                                           | —          | —            | 14× Platin14   | —             | 480.000    | Einzelnachweise             |
| Polen (ZPAV)                                                                                 | —          | 2× Gold2     | 25× Platin25   | 4× Diamant4   | 1.910.000  | olis.pl                     |
| Portugal (AFP)                                                                               | —          | 6× Gold6     | 23× Platin23   | —             | 262.500    | Einzelnachweise             |
| Schweden (IFPI)                                                                              | —          | 2× Gold2     | 28× Platin28   | —             | 1.195.000  | sverigetopplistan.se        |
| Schweiz (IFPI)                                                                               | —          | —            | 6× Platin6     | —             | 120.000    | hitparade.ch musikwoche.de  |
| Singapur (RIAS)                                                                              | —          | —            | 6× Platin6     | —             | 60.000     | rias.org.sg                 |
| Spanien (Promusicae)                                                                         | —          | 9× Gold9     | 18× Platin18   | —             | 1.320.000  | elportaldelmusicas.es       |
| Südkorea (KMCA)                                                                              | —          | —            | Platin1        | —             | —          | circlechart.kr              |
| Thailand (TECA)                                                                              | —          | Gold1        | 2× Platin2     | —             | 25.000     | Einzelnachweise             |
| Vereinigte Staaten (RIAA)                                                                    | —          | 7× Gold7     | 53× Platin53   | —             | 55.681.000 | riaa.com                    |
| Vereinigtes Königreich (BPI)                                                                 | 9× Silber9 | 2× Gold2     | 23× Platin23   | —             | 15.906.000 | bpi.co.uk                   |
| Insgesamt                                                                                    | 9× Silber9 | 114× Gold114 | 636× Platin636 | 42× Diamant42 |            |                             |